# Kurt Waldheim

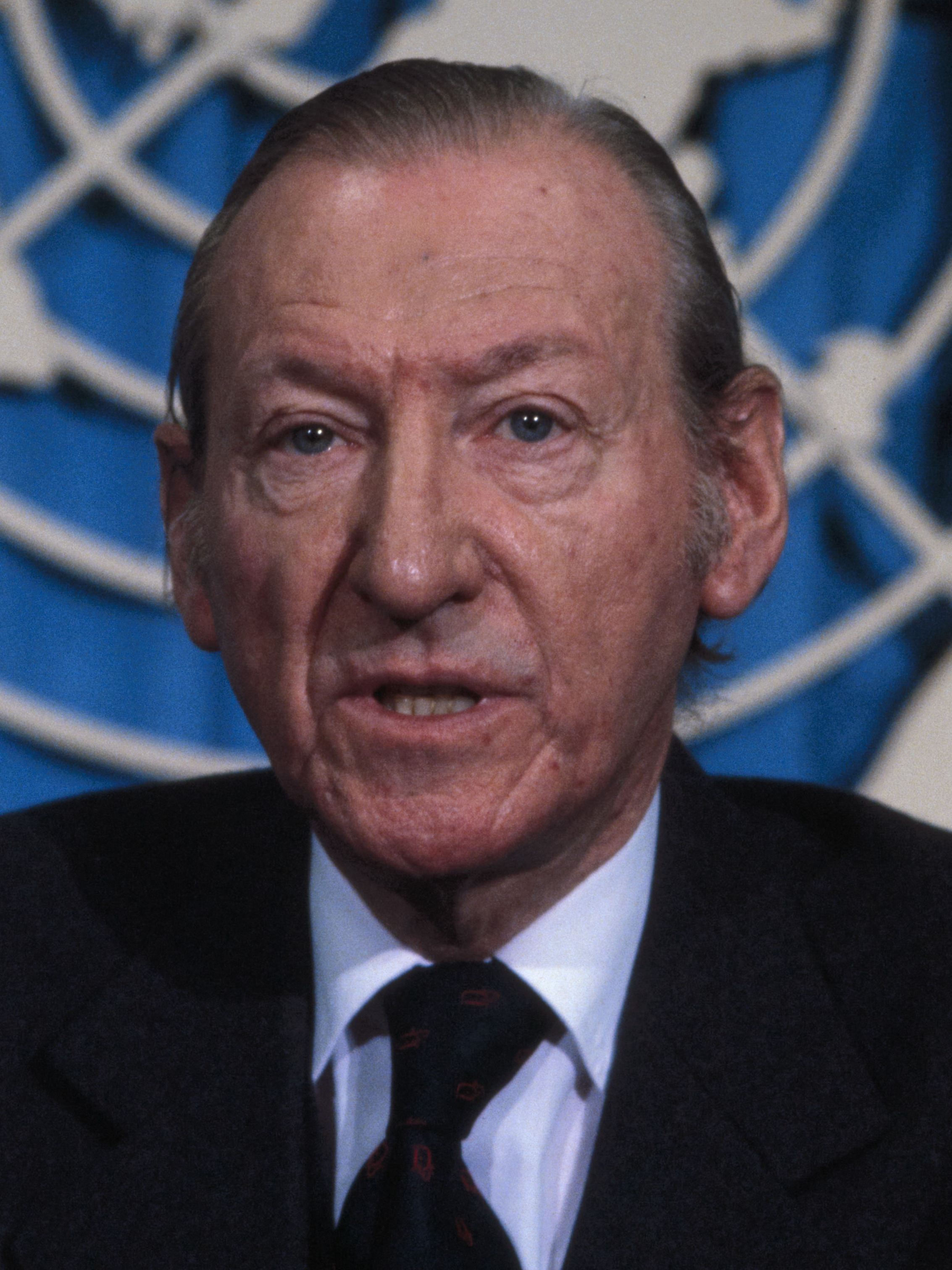
Kurt Waldheim (1981)

Kurt Josef Waldheim (* 21. Dezember 1918 in Wördern, Niederösterreich; † 14. Juni 2007 in Wien) war ein österreichischer Diplomat und parteiloser Politiker. Von 1968 bis 1970 war er Österreichs Außenminister, von 1972 bis 1981 Generalsekretär der Vereinten Nationen und von 1986 bis 1992 Bundespräsident Österreichs. Im Wahlkampf zur Bundespräsidentenwahl 1986 wurde er verdächtigt, als Offizier der Wehrmacht an Kriegsverbrechen im Balkan beteiligt und Angehöriger einer SA-Reiterstandarte gewesen zu sein. Er gewann die Präsidentenwahl, geriet aber in internationale Isolation. In Österreich löste die „Waldheimaffäre“ eine breite Diskussion über die Mitschuld der Österreicher an den Verbrechen der NS-Zeit aus.

## Leben

### Ausbildung
Kurt Waldheim wurde als Sohn eines Lehrers und Schulinspektors in Wördern in der Nähe von Wien geboren. Sein Vater hieß Wenzel Waclawik und stammte aus St. Andrä. Seine Mutter Josefine geb. Petrasch stammte aus Wördern. Die Familie ließ den Nachnamen mit Kurts Geburt 1918 zu Waldheim ändern. Er besuchte das Stiftsgymnasium Klosterneuburg. Während dieser Zeit war er 1933 an der Gründung der katholischen österreichischen Mittelschulverbindung Comagena Tulln im Mittelschüler-Kartell-Verband (MKV) als Gründungsfuchs beteiligt. Von 1937 bis 1938 war er externer Hörer an der Wiener Konsularakademie. Er gehörte der ca. 40 Personen umfassenden Reitergruppe der Konsularakademie an, diese wurde am 18. November 1938 in die SA-Reiterstandarte 5/90 umgewandelt. Waldheim sagte, dies sei als Folge der Machtübernahme automatisch erfolgt. Die Internationale Historikerkommission war der Meinung, dass die im „Gesetz über die Überleitung und Eingliederung von Vereinen, Organisationen und Verbänden“ vom 14. Mai 1938 vorgegebene automatische „Überführung und Eingliederung in andere Organisationen“ (§1) aufgrund der geringen Anzahl unwahrscheinlich und daher vermutlich von der Reitergruppe selbst beantragt wurde.  Nach seiner Graduierung 1939 an der Konsularakademie begann er das Studium der Rechtswissenschaft an der Universität Wien. Die Mitgliedschaft im Studentenbund ermöglichte ihm, sein Studium auch während des Krieges fortsetzen und abschließen zu können. Die Mitgliedschaft im NS-Studentenbund (NSDStB) und in der „SA-Reiterstandarte 5/90“ wurden bei seiner Erfassung als Wehrpflichtiger in die Wehrstammkarte eingetragen. Dies konnte Waldheim nicht mehr leugnen, sagte aber, diese Mitgliedschaften nicht selbst beantragt zu haben.

### Militärdienst
Waldheim meldete sich nach der Matura 1936 freiwillig zum Bundesheer und wurde bis zum 31. August 1937 zum Reserveoffizier der Kavallerie ausgebildet. Nach dem „Anschluss“ Österreichs wurde er im August 1938 von der deutschen Wehrmacht einberufen und nahm als Soldat des Kavallerie-Regiments 11 des Wehrkreises XVII (Wien) in Stockerau nach der Ratifizierung des Münchner Abkommens an der Besetzung des Sudetenlandes teil. Im Oktober 1938 wurde er ausgemustert. 
Am 23. August 1939 wurde Waldheim wieder eingezogen und durchlief zunächst einen Offizierslehrgang an der Kavallerie- und Panzertruppenschule Krampnitz bei Potsdam. Nach dem Überfall auf Polen war er für zwei Jahre in der Aufklärungs-Abteilung 45 der vorwiegend aus Österreichern rekrutierten 45. Infanterie-Division und wurde dort Zugführer. Er nahm am Westfeldzug (Mai und Juni 1940) sowie bis Frühjahr 1941 an der Besetzung Frankreichs teil. Ab Juni 1941 nahm er am Deutsch-Sowjetischen Krieg teil und wurde bei Orjol am Bein schwer verwundet. Hier erhielt er das Eiserne Kreuz II. Klasse und die Ostmedaille. Bis zum 6. März 1942 wurde er nahe Wien gesund gepflegt und dann wieder für dienstfähig erklärt. Am 14. März 1942 wurde er zum Oberkommando der 12. Armee auf dem Balkan versetzt.
Ab dem 22. März 1942 gehörte er in dieser Armee zur Kampfgruppe Bader und diente als Dolmetscher für die italienische 5. Gebirgsdivision (Pusteria) in deren Hauptquartier in Pljevlja, Montenegro. Diese kämpfte damals gemeinsam mit der deutschen 12. Armee gegen jugoslawische Partisanen und war an der Seite der Ustascha bei der Errichtung des Vasallenstaates der Achsenmächte namens „Unabhängiges Kroatien“ (NDH). Am 28. Mai 1942 wurde die Kampfgruppe Bader aufgelöst. Waldheim wurde daraufhin zur Kampfgruppe Westbosnien versetzt und war ab Juni im Hauptquartier in Banja Luka stationiert. In dieser Zeit führte diese Kampfgruppe einen Vergeltungsfeldzug gegen Partisanen. Nach dessen Abschluss, am 22. Juli 1942, erhielt Waldheim vom Ustascha-Regime Kroatiens den Orden der Krone König Zvonimirs in Silber mit Eichenlaub „für tapferes Kämpfen unter feindlichem Feuer“ verliehen.
Zum 28. August 1942 wurde die Kampfgruppe Westbosnien aufgelöst. Waldheim wurde Mitglied im Generalstab der 12. Armee in Arsakli bei Saloniki in Nordgriechenland unter Generaloberst Alexander Löhr. Während eines Studienurlaubs vom 19. November 1942 bis 31. März 1943 wurde er im Dezember 1942 zum Oberleutnant befördert. Von April bis Juli 1943 war er Verbindungsoffizier der italienischen 9. Armee bei Tirana in Albanien. Vom 19. Juli bis 4. Oktober 1943 war er erster Offizier („O1“) des Generalstabs für „Spezialaufgaben“ bei Athen. Dorthin hatte der Stab sein Hauptquartier seit Ende Juli 1943 verlegt. Von Oktober 1943 bis April 1945 war Waldheim dritter Ordonnanzoffizier („O3“) in der Abteilung für Feindaufklärung (Ic/AO) des Oberkommandos der 12. Armee, die nun Heeresgruppe E hieß. Am 1. Jänner 1944 erhielt er das Kriegsverdienstkreuz II. Klasse mit Schwertern, am 20. April 1945 die I. Klasse mit Schwertern. In dieser Zeit nahm Waldheim an Stabsbesprechungen teil, erstellte dafür Feindlageberichte und Berichte über Verhöre von Kriegsgefangenen. Außerdem hatte er Kenntnisse von Kriegsverbrechen und Deportationen in Konzentrations- und Vernichtungslagern. Befehlsgewalt besaß er nicht.
Während eines Studienurlaubs vom 25. Februar bis 16. April 1944 vollendete er seine Dissertation an der Universität Wien mit dem Thema Die Reichsidee bei Konstantin Frantz und promovierte damit zum Doktor der Rechte. Am 19. August 1944 heiratete Waldheim in der Wiener Karlskirche Elisabeth Ritschel. Aus dieser Ehe stammen drei Kinder.
Ende April 1945 zog der Generalstab der Heeresgruppe E nach Zagreb um. Zu seinem Aufenthaltsort zum Kriegsende am 8. Mai 1945 machte Waldheim verschiedene Angaben: Er will bei Triest oder bei Villach in Südösterreich gewesen sein. Am 9. Mai 1945 wurde er aus der Wehrmacht entlassen.

### Diplomatischer Dienst
Von Triest aus kehrte Waldheim am Ende des Krieges nach Kärnten zurück. Kurz nach seiner Rückkehr trat er in den diplomatischen Dienst Österreichs ein. In den Jahren von 1945 bis 1947 nahm er an den Verhandlungen um den österreichischen Staatsvertrag in Paris, London und Moskau teil, dessen Inkraftsetzung dann am 15. Mai 1955 erfolgte.
In seinem Entnazifizierungsverfahren, das er 1946 durchlief, gab Waldheim an, er habe sich bei der SA-Reiterstandarte „nur rein sportlich“ betätigt. Waldheim wurde 1947 Sekretär von Außenminister Karl Gruber. Dem Außenminister war zu dieser Zeit bekannt, dass Waldheim während der NS-Zeit Angehöriger der SA-Reiterstandarte war (Kommentar des Spitzendiplomaten und peniblen Tagebuchschreibers Heinrich Wildner: „Gruber will ihn retten“).
Ab 1948 war er als Botschaftssekretär in Paris tätig und leitete nach seiner Rückkehr als Legationsrat die Personalabteilung des österreichischen Außenministeriums. Mit der Aufnahme Österreichs in die UNO im Jahre 1955 nahm er als Mitglied der österreichischen Delegation an den Generalversammlungen teil. Von 1956 bis 1960 war er Botschafter Österreichs in Kanada. Nachdem er schon von 1955 bis 1956 ständiger Beobachter bei der UNO gewesen war, vertrat er Österreich dort von 1964 bis 1968 und von 1970 bis 1971 als Botschafter. In der Zwischenzeit von 1960 bis 1962 leitete er im Außenministerium in Wien die West-Abteilung und anschließend bis 1964 die politische Abteilung. Im Mai 1965 wurde er nach Franz Matsch (junior) zum zweiten Vorsitzenden des Weltraumausschusses „Outer Space Committee“ (OSC) der UN gewählt.

### Außenminister
Im Jänner 1968 berief ihn der amtierende österreichische Bundeskanzler Josef Klaus als Außenminister in seine Regierung. In dieser Position setzte er sich mit der schwierigen Problematik zur Südtirol-Frage und den Regelungen der Wirtschaftsbeziehungen Österreichs im gemeinsamen europäischen Markt auseinander. Mit Italien gelang es ihm, ein solides Vertrauensverhältnis zur Regelung der strittigen Fragen aufzubauen. In diesem Zusammenhang war er 1972 an der Durchsetzung des Südtirol-Pakets beteiligt, das der deutschsprachigen Bevölkerung in der italienischen Provinz Südtirol Autonomierechte gewährte. Beim Einmarsch der Warschauer-Pakt-Staaten in die ČSSR in der Nacht vom 20. auf den 21. August 1968 gab Waldheim die Weisung, die Botschaft in Prag zu schließen und keine Flüchtlinge aufzunehmen. Der damalige Botschafter, der spätere Bundespräsident Rudolf Kirchschläger, ignorierte dies jedoch und erteilte Visa an alle Ausreisewilligen.
Da die Parlamentswahlen 1970 in Österreich durch die SPÖ gewonnen wurde, schied Kurt Waldheim aus der Position des Außenministers aus. Bereits 1971 kandidierte er selbst bei der Bundespräsidentenwahl. Er unterlag aber bei den Wahlen im April 1971 gegen den Amtsinhaber Franz Jonas mit 47,2 % der Stimmen. Im gleichen Jahr erschien sein erstes Buch Der österreichische Weg. Aus der Isolation in die Neutralität im Molden Verlag in Wien.

### UN-Generalsekretär

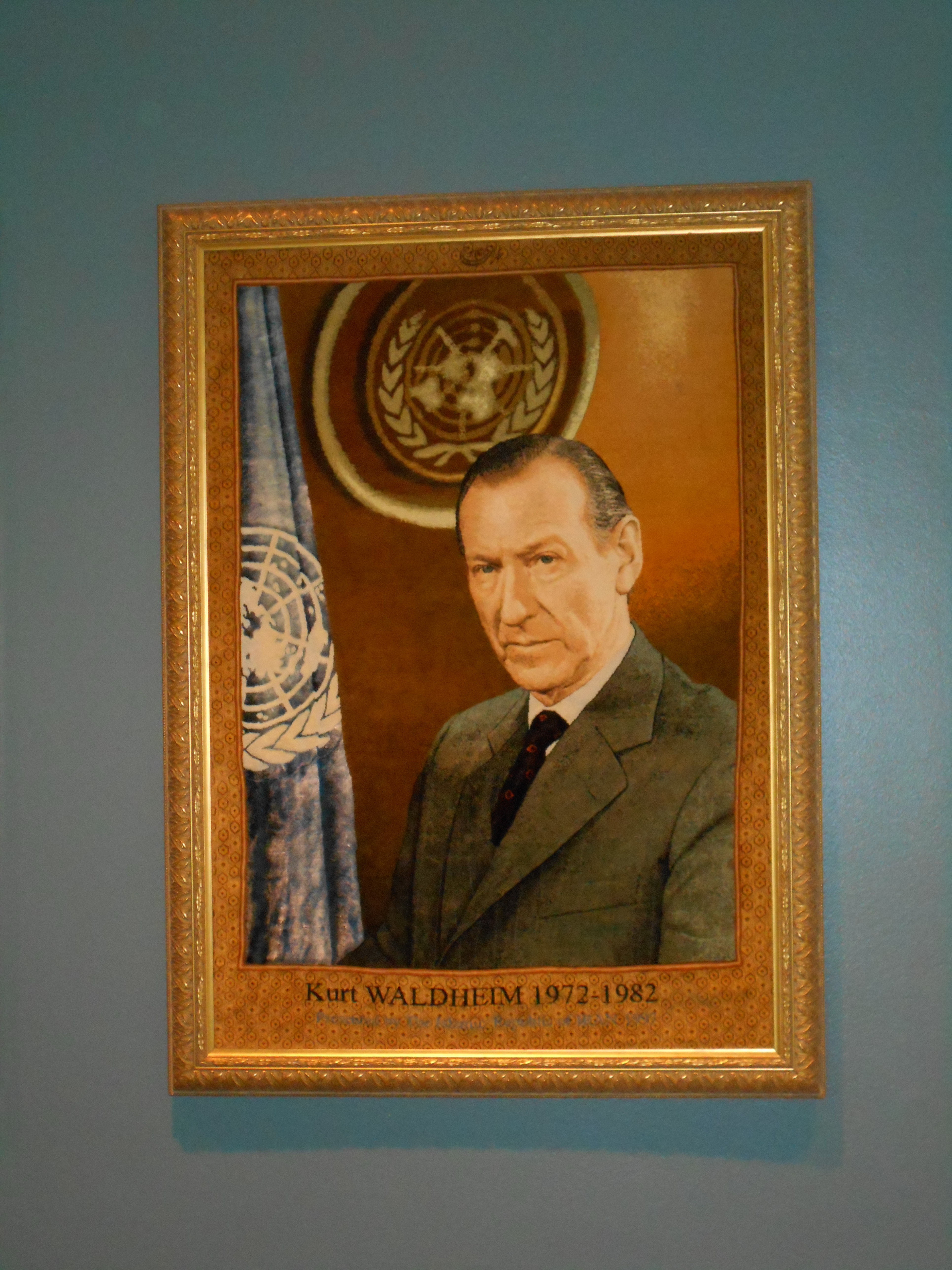
Kurt Waldheim als Generalsekretär. Wandteppich, Geschenk der Islamischen Republik Iran, UNO-Hauptquartier, New York City

Im Oktober 1970 wurde Waldheim erneut zum ständigen Vertreter Österreichs bei der UNO in New York berufen. In dieser Zeit kehrte er auch in den Vorsitz des Weltraumausschusses zurück. Am 21. Dezember 1971, an seinem 53. Geburtstag, beschloss der UN-Sicherheitsrat ihn zum Nachfolger des amtierenden UN-Generalsekretär Sithu U Thant zu wählen. Seine Wahl erfolgte am darauffolgenden Tag. Er übte dieses Amt zwei fünfjährige Amtsperioden lang, von 1972 bis 1981, aus. Am 1. Jänner 1972 trat er das Amt des UNO-Generalsekretärs an. Hier verfolgte er eine „stille, präventive Diplomatie“ und überaus rege Reisetätigkeit. Diese führte ihn unter anderem nach Südafrika, um dort Gespräche über die schwierige Lage von Namibia zu führen. Im Juni 1972 unternahm er Vermittlungsbemühungen um die kritische Zypernfrage und im Juli sprach er sich gegen die Bombardierung von Nordvietnam durch die USA aus. Dadurch verärgerte Kurt Waldheim die USA. Gleichermaßen zog er sich den Zorn Israels und der USA zu, als er Jassir Arafats Auftritt vor der UN-Vollversammlung im November 1974 verteidigte. Es folgten in seiner Amtszeit die UN-Resolutionen 332 (21. April 1973: Verurteilung militärischer Aggressionen Israels gegen den Libanon), 452 (20. Juli 1979: Verurteilung der israelischen Siedlungspolitik in besetzten Gebieten) und UN-Resolution 3379 (1975). Letztere verurteilte den Zionismus als Rassismus, wurde aber 1991 wieder zurückgenommen.
Im Februar 1973 nahm Kurt Waldheim demonstrativ an der internationalen Sicherheitskonferenz für Vietnam teil. Im Juli des gleichen Jahres sprach er vor der Konferenz für europäische Sicherheit und Zusammenarbeit in Europa (KSZE). In seine Amtszeit fiel auch 1973 der Jom-Kippur-Krieg, der nach dem Zurückdrängen der syrischen und ägyptischen Angriffe durch israelische Streitkräfte mit einem von den USA ausgehandelten Waffenstillstand beendet wurde. Bis heute wird scharfe Kritik am Verhalten Waldheims und des UN-Sicherheitsrates während des Krieges geübt. Dieser hatte, vor allem wegen der ablehnenden Haltung der Sowjetunion gegenüber einem sofortigen Waffenstillstand, den Angriff Syriens und Ägyptens zunächst nicht verurteilt und erst nach Umschwung des Krieges zugunsten von Israel gefordert, „sofort das Feuer einzustellen“.
Als 1977 die beiden Raumsonden Voyager 1 und Voyager 2 ins All starteten, war an Bord die Datenplatte Voyager Golden Record installiert. Diese enthält neben Musik, Bild- und Audioinformationen auch eine eingesprochene Grußbotschaft von Kurt Waldheim als UN-Generalsekretär. Seine zweite Publikation Der schwierigste Job der Welt erschien 1978. Hier fasste er seine im Amt des UN-Generalsekretärs gesammelten Erfahrungen und politischen Statements zusammen.
Seine Bewerbung für eine dritte Amtszeit wurde im Dezember 1981 durch ein Veto der Volksrepublik China zu Fall gebracht. Nach seiner Tätigkeit an der Spitze der Vereinten Nationen nahm Waldheim eine Gastprofessur für Internationale Beziehungen an der Georgetown University in Washington, D.C. an. Der „Aktionsrat ehemaliger Staats- und Regierungschefs für internationale Zusammenarbeit“ berief ihn 1983 zu seinem ersten Vorsitzenden.

### Bundespräsident

Kurt Waldheim (1985)

1985 wurde Waldheim als Kandidat der ÖVP zum Bundespräsidenten nominiert. Etwa zeitgleich veröffentlichte er ein drittes Buch über seine Zeit als UN-Generalsekretär mit dem Titel Im Glaspalast der Weltpolitik; dieses enthält auch ein autobiografisches Kapitel über seine Zeit vor 1945, aber keine Angaben über seine Tätigkeiten in der deutschen Wehrmacht von 1942 bis 1945.
Bezüglich dieser Lebensphase stellten daraufhin verschiedene Journalisten Recherchen an. Acht Wochen vor dem Wahltermin am 4. Mai 1986 machten das Nachrichtenmagazin Profil, die New York Times und der Jüdische Weltkongress (WJC) ab März 1986 bekannt, dass Kurt Waldheim in den 1930er Jahren als SA- und NSDStB-Mitglied geführt und später in der Kriegszeit zeitweise unter General Friedrich Stahl und dann im Generalstab Löhrs tätig gewesen war, deren Armeeeinheiten schwere Kriegsverbrechen verübt hatten. Der Verdacht, Waldheim könne daran mitgewirkt haben, beschäftigte österreichische und internationale Medien sehr intensiv. Sie fanden und veröffentlichten immer mehr Details über die Kriegszeit Waldheims und vermischten diese zum Teil mit falschen, halbwahren und/oder spekulativen Behauptungen. Waldheim bestritt anfangs seine SA- und NSDStB-Mitgliedschaft, jegliche Kenntnis von Judendeportationen und jede Beteiligung an Gefangenenverhören. Seine Anhänger und die ÖVP sprachen von einer vom WJC geführten „Schmutzkübelkampagne“ und setzten auf einen Solidarisierungseffekt der Österreicher. Damit konnte er die Stichwahl am 8. Juni 1986 für sich entscheiden.
Nach seinem Amtsantritt am 8. Juli 1986 ebbte aber die internationale Diskussion über seine NS-Vergangenheit nicht ab. Mehr noch belastete sie zunehmend die internationalen Beziehungen Österreichs. So blieben beispielsweise mehrere Botschafter dem Termin seiner Amtseinführung fern. Im April 1987 setzten die USA Kurt Waldheim auf ihre „Watchlist“ für unerwünschte Personen, was de facto einer Reisesperre für ihn als Bundespräsidenten gleichkam. Deshalb wurde er ab diesem Zeitpunkt auch von keinem westlichen Staat mehr eingeladen und erhielt nur wenige Staatsbesuche, meist aus dem Ostblock, sowie Einladungen von einigen arabischen und islamischen Staaten.
Seine eigenen Auslandsbesuche, etwa eine Papstaudienz (Juli 1987), ein Besuch der Nahostregion (November 1987) und ein Besuch bei Saddam Hussein 1990 anlässlich der erfolgreichen Befreiung von 97 als Geiseln festgehaltenen Österreichern und Schweizern, waren von heftigen Protesten begleitet. Das Verhältnis Österreichs zu Israel blieb bis 1992 belastet.
Österreichs Regierung setzte im Juni 1987 eine internationale Historikerkommission ein, die bis Februar 1988 „kein persönliches schuldhaftes Verhalten“ und „keine Beteiligung an Kriegsverbrechen“ Waldheims feststellte, aber seine genauen Kenntnisse davon. Er habe das Begehen einiger Verbrechen etwa durch seine „Feindlageberichte“ erleichtert. Ferner habe er versucht, „seine militärische Vergangenheit in Vergessenheit geraten zu lassen, und, sobald das nicht mehr möglich war, zu verharmlosen.“ Waldheim lehnte einen Rücktritt ab und erklärte am 11. März 1988 anlässlich des 50. Jahrestag des „Anschlusses“ die Mitschuld vieler Österreicher an NS-Verbrechen.
Am 5. Juni 1988 sprach ihn ein internationales Fernsehtribunal unter dem Vorsitz des Richters Sir Frederick Lawton vom Vorwurf der Beteiligung an Kriegsverbrechen frei. Er selbst zog am 1. Juli des gleichen Jahres seine Klage gegen den Vorsitzenden des Jüdischen Weltkongresses (WJC) Edgar M. Bronfman, der ihn als „Teil der Nazi-Tötungsmaschinerie“ bezeichnet hatte, zurück. Doch Kurt Waldheim blieb bis zum Ende seiner Amtszeit 1992 isoliert, ein einsamer Mann in der Wiener Hofburg – wie ihn einzelne Journalisten charakterisierten. Auch innenpolitisch erreichte er recht wenig und verzichtete dann 1991 auf eine erneute Kandidatur. Die Waldheim-Affäre bewirkte in Österreich eine verstärkte Auseinandersetzung mit der NS-Zeit. In den folgenden 20 Jahren wurden einer Reihe von NS-Opfern Entschädigungsansprüche zuerkannt.

### Tod und Begräbnis

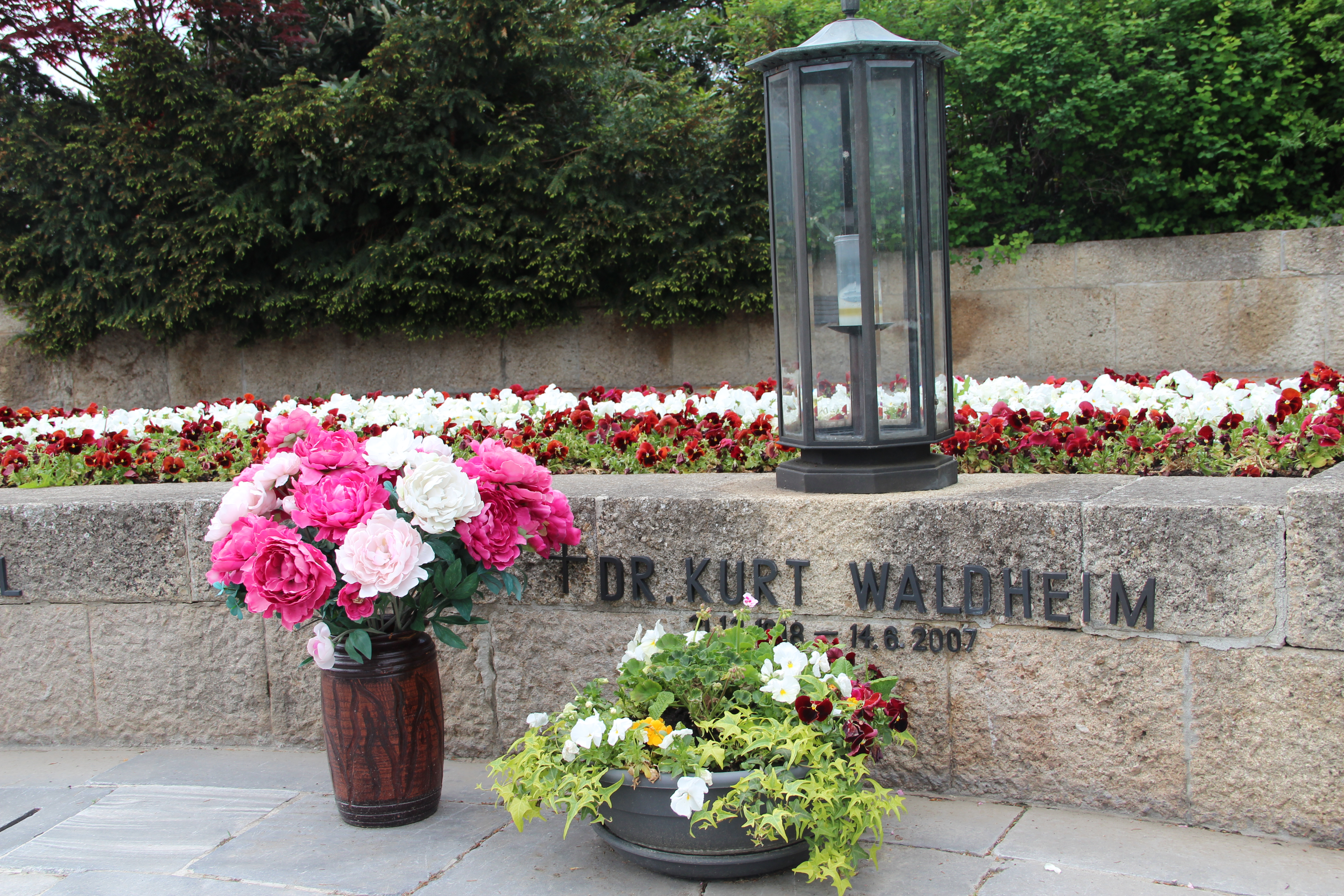
Waldheims Grab auf dem Wiener Zentralfriedhof

Kurt Waldheim starb 88-jährig am 14. Juni 2007 in Wien aufgrund eines Herz-Kreislauf-Versagens.
Kurz vor seinem Tod gestand er nochmals Fehler im Umgang mit Vorwürfen während der Waldheim-Affäre ein und bat seine Kritiker um eine Versöhnung. Am 23. Juni hielt Bundespräsident Heinz Fischer im Rahmen eines für den Verstorbenen von Kardinal Christoph Schönborn zelebrierten Requiems im Wiener Stephansdom eine Trauerrede.

„Kurt Waldheim hat es verdient, dass man sein Lebenswerk in seiner Gesamtheit würdigt und dass man außer Streit stellt, was nicht bestritten werden kann. Daher bleibe ich auch heute – und gerade heute – bei der Feststellung, die ich schon vor 15 Jahren, im Juli 1992 als Präsident des Nationalrates in der Bundesversammlung aus Anlass der Verabschiedung von Kurt Waldheim aus der Funktion des Bundespräsidenten getroffen habe. Nämlich der Feststellung, dass dem Menschen und dem Bundespräsidenten Kurt Waldheim Unrecht geschehen ist, wenn ihm Handlungen, bis hin zu Kriegsverbrechen angelastet wurden, die er nicht begangen hat. […] Kurt Waldheim wurde zu einer Projektionsfläche für schlechtes Gewissen im Zusammenhang mit unserem Umgang mit der NS-Zeit und mit Versäumnissen in der Nachkriegsgeschichte.“

Waldheim wurde in der Präsidentengruft auf dem Wiener Zentralfriedhof beigesetzt. Auf persönlichen Wunsch des Verstorbenen wurden keine ausländischen Staatsgäste eingeladen. Der ranghöchste ausländische Staatsgast bei den Trauerfeierlichkeiten war der liechtensteinische Fürst Hans Adam II.

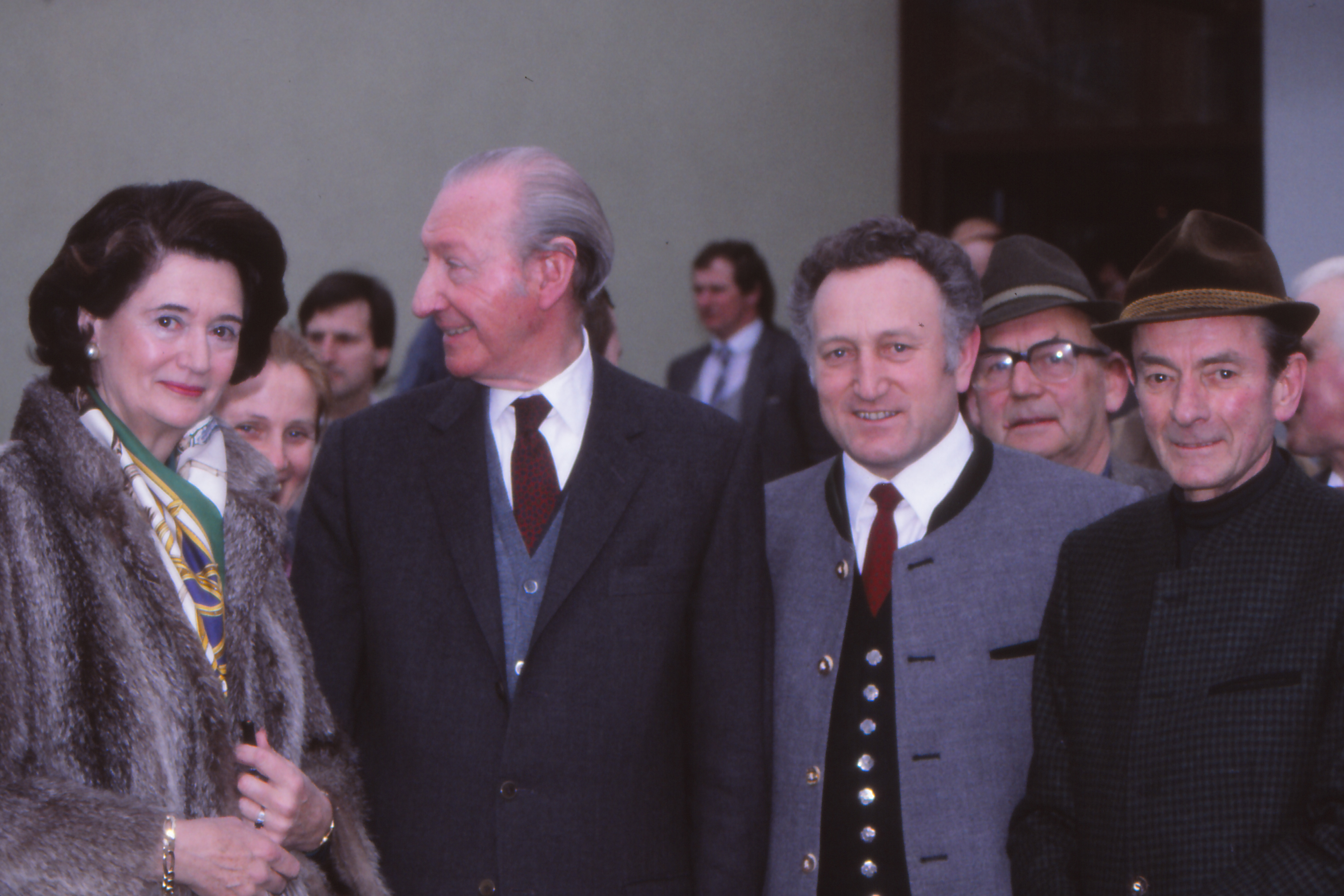
Elisabeth Waldheim

Kurt Waldheims Witwe Elisabeth starb im 95. Lebensjahr am 28. Februar 2017 und wurde am 9. März 2017 in der Präsidentengruft auf dem Wiener Zentralfriedhof beigesetzt. Altbundespräsident Heinz Fischer würdigte die Verstorbene als eine „tapfere Frau“, „die mehr als sechs Jahrzehnte lang auch in schwierigen Zeiten in unverbrüchlicher Verbundenheit an der Seite ihres Ehemannes gestanden ist“. Sie habe ihre Aufgaben in vorbildlicher Weise erfüllt.

## Zivile Auszeichnungen
- 1969 Großkreuz des Bundesverdienstkreuzes
- 1975 Ehrendoktorwürde der Katholieke Universiteit Leuven in Löwen
- 1975 Ehrenmitglied des Seniorenkonventes des Katholiek Vlaams Hoogstudentenverbond in Löwen
- 1979 Ehrendoktorwürde Dr. jur. h.c. der Humboldt-Universität zu Berlin[32]
- 1986 Groß-Stern des Ehrenzeichens für Verdienste um die Republik Österreich
- 1992 Ehrenmitglied der K.H.V. Welfia Klosterneuburg im ÖCV
- 1994 Piusorden verliehen durch Johannes Paul II.
- 2004 Julius-Raab-Ehrenmedaille in Gold für „Botschafter des Landes und der Wirtschaft“
- 2004 Preis der Auslandsösterreicher[33]
- Auf Antrag polnischer Kinder erhielt er die internationale Auszeichnung als Kavalier des Ordens des Lächelns.

## Schriften
- Der österreichische Weg. Aus der Isolation zur Neutralität. Molden Verlag, Wien 1971, ISBN 3-217-00239-3.
- Der schwierigste Job der Welt. Die UNO – die Beste aller Chancen. Molden Verlag, Wien 1978, ISBN 3-442-11236-2.
- Im Glaspalast der Weltpolitik. Econ, München 1985, ISBN 3-430-19453-9.
- Die Antwort. Amalthea Signum Verlag München, 1996, ISBN 3-85002-371-0.

## Film
- Waldheims Walzer, Dokumentarfilm von Ruth Beckermann (2018)